# Biostratigrafie
Biostratigrafia este o ramură a stratigrafiei care se axează pe corelarea și atribuirea vârstei relative a straturilor de roci cu ajutorul ansamblurilor fosile conținute în acestea. De obicei, scopul este corelarea care să demonstreze că un anumit orizont dintr-o secțiune geologică reprezintă aceeași perioadă de timp ca un alt orizont, la o altă secțiune. Fosilele sunt utile, deoarece sedimentele de aceeași vârstă pot arăta complet diferit din cauza unor variații locale în mediul sedimentar. De exemplu, o secțiune ar putea fi alcătuită din argile și marne, în timp ce alta are mai mult calcar, dar dacă speciile fosile înregistrate sunt similare, cele două sedimente sunt susceptibile de a avea aceeași vârstă.
Biostratigrafia, a apărut în secolul al 19-lea, metoda fiind bine stabilită înainte ca Charles Darwin să explice mecanismul evoluției.

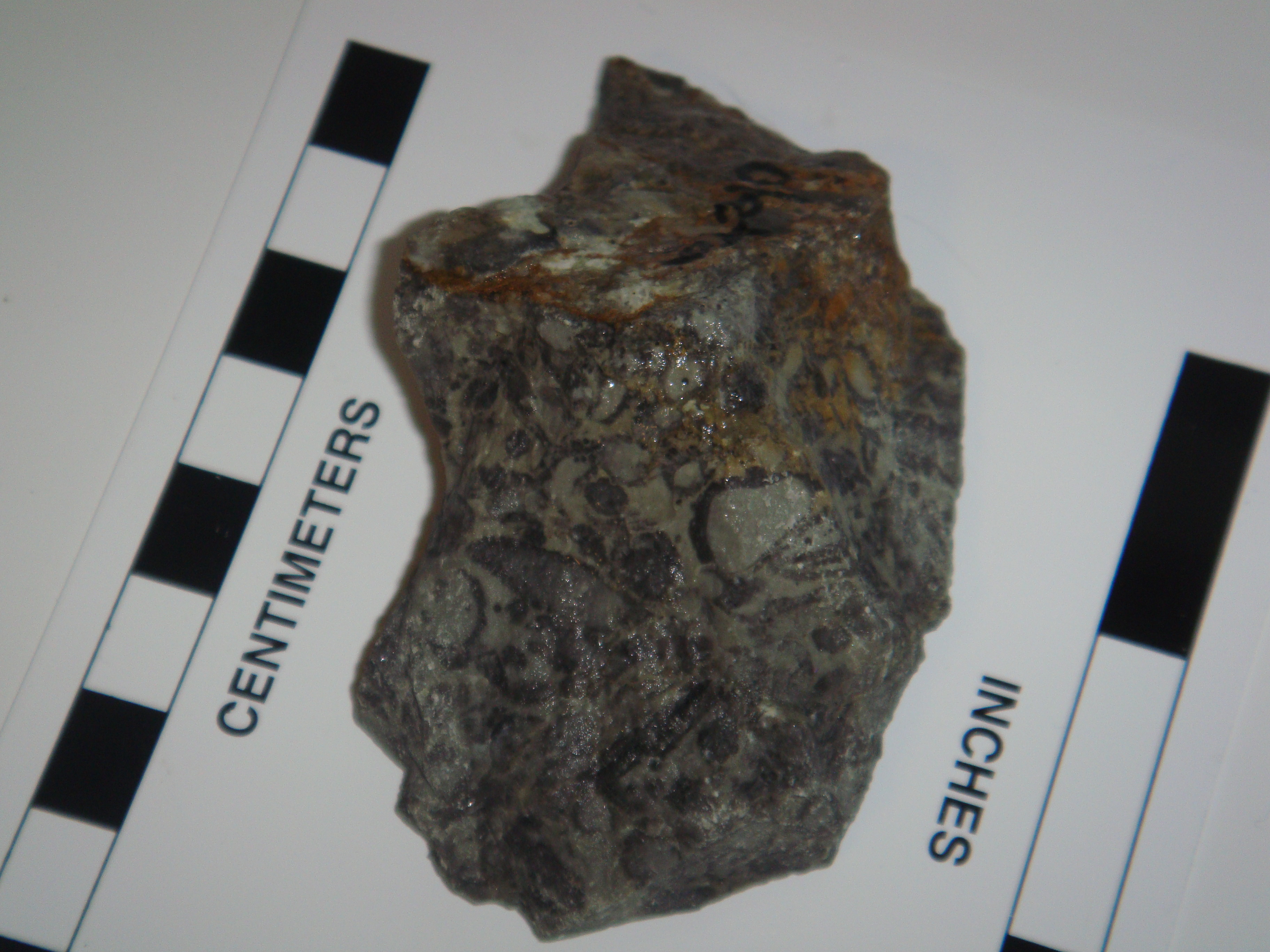
Primul recif este o fosilă folosită pentru a identifica Cambrian Inferior

...Amoniții, graptoliții, archeocyathizii, și trilobiții sunt fosile index, utilizate pe scară largă în biostratigrafie. Microfosilele , cum ar fi acritarhii, chitinozoani, conodonți, dinoflagelatele chisturi, polenul, sporii și foraminiferele sunt, de asemenea, frecvent utilizate. Diferite fosile lucrează bine pentru sedimente de diferite vârste; trilobiții, de exemplu, sunt deosebit de utili pentru sedimente din era Cambrian. Pentru a lucra bine, fosilele utilizate trebuie să fie larg răspândite geografic, astfel încât acestea să apară în multe locuri diferite. De asemenea, trebuie să fie de scurtă durată ca specie, perioada de timp în care acestea ar putea fi incluse în sedimentul este relativ îngustă. Cu cât o specie durează mai mult, cu atât este mai puțin utilă datarea stratului de roci, precizia datării fiind invers proporțională cu lungimea perioadei în care a trăit animalul sau planta respectivă. De multe corelațiile biostratigrafice sunt bazate pe o fauna, nu un individ, deoarece acest lucru permite o mai mare precizie. Mai mult, dacă doar o singură specie este prezentă într-o probă, aceasta poate însemna că (1) straturile s-au format într-un fosil cunoscut gama de organismul respectiv; (2) că fosili gama de organism a fost incomplet cunoscut, și straturile extinde cunoscut fosili gama. De exemplu, prezența fosilelor Treptichnus pedum a fost folosit pentru a defini baza perioadei Cambrian
Ansamblurile fosile erau folosite pentru a arăta întinderea unei epoci.  